# Enravota
San Enravota (en búlgaro: Свети Енравота) o Voin (Воин, "guerrero") o Boyan (Боян) fue el hijo mayor de Omurtag de Bulgaria y el primer mártir cristiano de Bulgaria, así como el primer santo búlgaro en ser canonizado. En la Iglesia Ortodoxa Búlgara, se celebra el día de Enravota el 28 de marzo.
Nació en el siglo IX, hermano mayor de Malamir de Bulgaria que sucedió a su padre Omurtag al trono de Bulgaria en 831. Enravota posiblemente fue privado del trono debido a su favor por el cristianismo, porque los boyardos temían que pudiera poner en peligro la corte. No mucho después de la muerte de Omurtag, Enravota pidió a su hermano liberar a un piadoso cautivo bizantino que había sido encarcelado por Omurtag. El cautivo logró persuadir a Enravota a convertirse al cristianismo y ser bautizado. Una vez informado de los hechos de su hermano, Malamir intentó hacerle renunciar al cristianismo, pero no tuvo éxito. Enravota murió como un santo en el nombre de Cristo, asesinado por orden de Malamir, alrededor de 833.